# 小行星9604
小行星9604（9604 Bellevanzuylen）是一颗绕太阳运转的小行星，为主小行星带小行星。该小行星于1991年12月19日发现。

## 轨道参数
小行星9604的轨道半长轴为360 791 322 km，2.4117067 UA，离心率为0.134。